# La Forêt qui écoute
 (juillet 2025).
Pour plus de détails, voir Fiche technique et Distribution.
La Forêt qui écoute est un film français réalisé par Henri Desfontaines, sorti en 1916.

## Fiche technique
- Titre : La Forêt qui écoute
- Réalisation : Henri Desfontaines[1]
- Société de production : Agence Générale Cinématographique[1]
- Format : noir et blanc - muet
- Date de sortie : 19 août 1916[1]

## Distribution
Source : cinema.encyclopedie.films.bifi.fr
- Romuald Joubé
- Maxime Desjardins
- Jeanne Grumbach
- Jacques Grétillat
- Henri Desfontaines
- Natacha Trouhanova